# Rosera
Rosera (en hindi: रोसड़ा ) es una ciudad de la India, en el distrito de Samastipur, estado de Bihar.

## Geografía
Se encuentra a una altitud de 50 m s. n. m. a 117 km de la capital estatal, Patna, en la zona horaria UTC +5:30.

## Demografía
Según estimación 2011 contaba con una población de 30 122 habitantes.